# Mike Hessman
Michael Steven "Mike" Hessman, född den 5 mars 1978 i Fountain Valley i Kalifornien, är en amerikansk före detta professionell basebollspelare som spelade fem säsonger i Major League Baseball (MLB) 2003–2004, 2007–2008 och 2010. Hessman var tredjebasman och förstabasman.
Hessman är den spelare som slagit flest homeruns i Minor League Baseball (MiLB) genom tiderna (433), men han presterade inte lika väl när han fick chansen i MLB.
Hessman tog brons för USA vid olympiska sommarspelen 2008 i Peking.

## Spelarkarriär

### Major League Baseball

#### Atlanta Braves
Hessman draftades av Atlanta Braves 1996 som 452:a spelare totalt och redan samma år gjorde han proffsdebut i Braves farmarklubbssystem. 1999 var han delad trea i Carolina League (Advanced A) med 23 homeruns och en slugging % på 0,504. 2001 satte han klubbrekord för Greenville Braves i Southern League (AA) med 26 homeruns och slutade trea i ligan i homeruns och femma i inslagna poäng (RBI:s). Året efter utsågs han till mest värdefulla spelare (MVP) i sin klubb Richmond Braves i International League (AAA) och var tvåa i ligan med 26 homeruns och delad femma med 235 total bases. 2003 var han bäst i Richmond Braves med 16 homeruns när han den 18 augusti för första gången i karriären kallades upp till moderklubben, efter nästan åtta säsonger i farmarligorna, för att ersätta den skadade Julio Franco. Sin första match i MLB gjorde han den 22 augusti och i sin andra match, den 26 augusti mot New York Mets, slog han sin första homerun i MLB. Den 30 augusti skickades han tillbaka till Richmond, men efter bara ett par dagar var han tillbaka igen. Han spelade 19 matcher i MLB 2003 med ett slaggenomsnitt på 0,286, två homeruns och tre RBI:s.
2004 inledde Hessman för Atlanta Braves, men i början av juli skickades han ned till Richmond Braves. Fram till dess hade han på 29 matcher ett slaggenomsnitt på låga 0,130, två homeruns och fem RBI:s. Han återkom inte till MLB den säsongen och blev därefter free agent.

#### Detroit Tigers
Inför 2005 års säsong skrev Hessman på ett minor league-kontrakt med Detroit Tigers. Han fick dock bara spela för Tigers högsta farmarklubb Toledo Mud Hens den säsongen, där hans 28 homeruns var fjärde bäst i International League. Han hade å andra sidan tredje flest strikeouts (154). Efter säsongen skrev han ett nytt minor league-kontrakt med Tigers. Han spelade även 2006 för Toledo och var delad trea i ligan med 24 homeruns, men hans slaggenomsnitt var så lågt som 0,165. Både 2005 och 2006 vann Toledo ligatiteln Governors' Cup. Efter 2006 års säsong skrev han ett tredje minor league-kontrakt med Tigers.

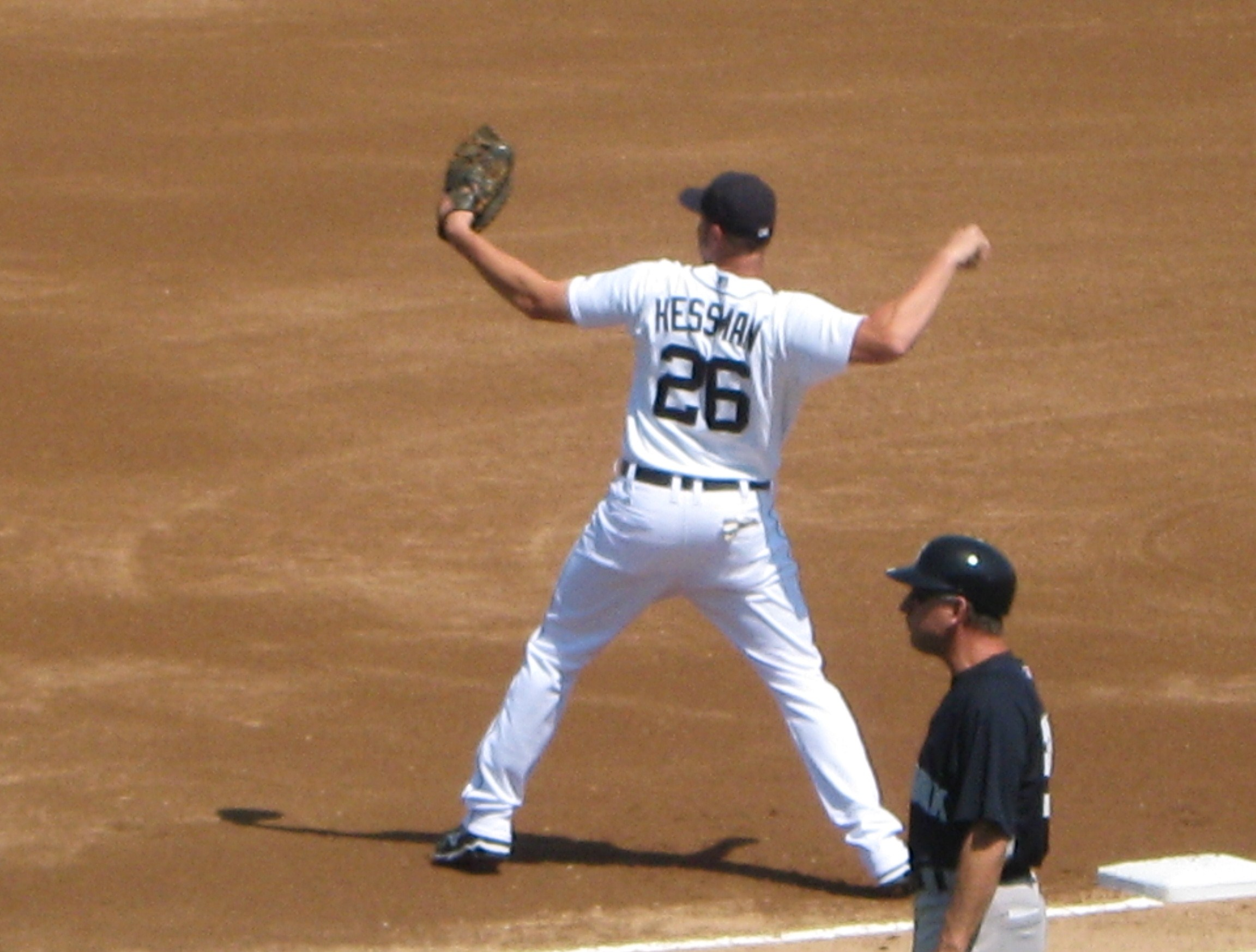
Hessman i Detroit Tigers dräkt under en träningsmatch 2009.

2007 spelade Hessman mest för Toledo Mud Hens, där han utsågs till Tigers Minor League Player of the Month i maj, men han kallades upp till Detroit Tigers i slutet av juli då han ledde International League i homeruns (27) och RBI:s (86). Hans Tigers-debut den 23 juli mot Chicago White Sox blev en succé där Hessman hade två hits och de två RBI:s som avgjorde matchen. I sin andra match för Tigers slog han en homerun. Därefter gick det sämre och i början av augusti skickades han ned till Toledo, men från början av september var han åter i MLB. Sammanlagt blev det 17 matcher för Tigers med ett slaggenomsnitt på 0,235, fyra homeruns och tolv RBI:s (nytt personligt rekord). För sina insatser för Toledo utsågs han till MVP i International League, där han hade flest homeruns (31) och RBI:s (101) och var tvåa i slugging % (0,540) och trea i extra-base hits (57). Han togs vidare ut till International Leagues båda all star-lag den säsongen.
2008 spelade Hessman för Toledo nästan hela säsongen och var bäst i International League i slugging % (0,602), näst bäst i homeruns (34), delat näst bäst i extra-base hits (59) och femma i total bases (240). För andra året i rad utsågs han till Toledos Player of the Year och valdes till ligans båda all star-lag. I mitten av juli blev han uttagen till USA:s landslag i OS i Peking (se nedan). Efter OS, i september, fick han chansen att spela för Detroit Tigers igen. Han blev historisk den 8 september i en match mot Oakland Athletics när han två gånger blev hit by pitch i samma inning, vilket bara hade hänt fyra gånger tidigare i MLB:s moderna historia. Det blev tolv matcher för Tigers 2008 med ett slaggenomsnitt på 0,296, fem homeruns (nytt personligt rekord) och sju RBI:s.
2009 fick Hessman aldrig chansen för Detroit utan tillbringade hela säsongen i Toledo där han var femte bäst i International League med 23 homeruns. I en av de sista matcherna spelade han på alla nio positioner på planen, inklusive pitcher. Efter säsongen blev han free agent.

#### New York Mets

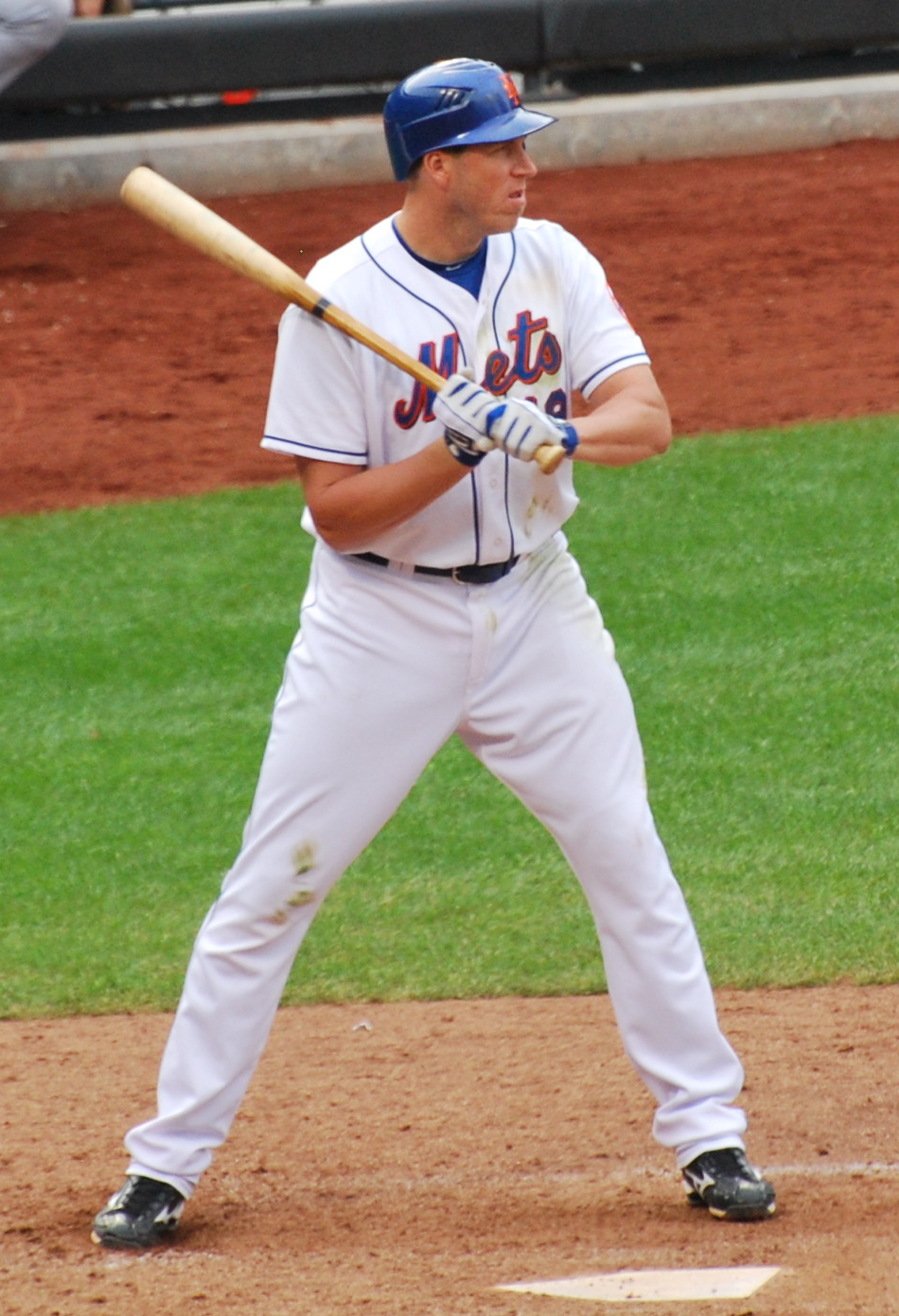
Hessman i New York Mets dräkt 2010.

I december 2009 skrev Hessman på ett minor league-kontrakt med New York Mets. Han inledde 2010 års säsong för Mets högsta farmarklubb Buffalo Bisons, där han sin vana trogen hade många homeruns och RBI:s, men i slutet av juli blev han uppflyttad till Mets. Han var kvar i klubben säsongen ut, men spelade inte bra. På 32 matcher var hans slaggenomsnitt mycket lågt, 0,127, och han hade bara en homerun och sex RBI:s. Efter säsongen blev han free agent.

### Nippon Professional Baseball

#### Orix Buffaloes
2011 spelade Hessman för Orix Buffaloes i den japanska proffsligan Nippon Professional Baseball (NPB). Han gjorde dock ingen succé där; på 48 matcher var hans slaggenomsnitt bara 0,192 och han hade sex homeruns och 14 RBI:s.

### Major League Baseball igen

#### Houston Astros
2012 återvände Hessman till USA och skrev på ett minor league-kontrakt med Houston Astros. Han spelade hela säsongen för Astros högsta farmarklubb Oklahoma City RedHawks i Pacific Coast League (AAA), där han slog 35 homeruns och hade 78 RBI:s med ett slaggenomsnitt på 0,231. Han togs ut till ligans all star-lag. Efter säsongen blev han free agent.

#### Cincinnati Reds
I november 2012 skrev Hessman på ett minor league-kontrakt med Cincinnati Reds. Återigen fick han bara spela för den högsta farmarklubben, i det här fallet Louisville Bats i International League. Det blev 25 homeruns och 56 RBI:s och ett slaggenomsnitt på 0,240 för Hessman 2013. Efter säsongen blev han free agent.

#### Detroit Tigers igen
Inför 2014 års säsong skrev Hessman på för sin gamla klubb Detroit Tigers, men fick bara spela för Toledo Mud Hens, där han hade ett slaggenomsnitt på 0,248, 28 homeruns och 64 RBI:s. Han togs ut till ligans båda all star-lag. Efter säsongen skrev han på för ett år till.
Den 3 augusti 2015 slog Hessman alla tiders homerun-rekord i Minor League Baseball när han slog sin 433:e homerun i farmarligorna. Det gamla rekordet var från 1937. Det blev inga fler homeruns och han slutade säsongen med ett slaggenomsnitt på 0,237, 16 homeruns och 57 RBI:s. Efter säsongen meddelade Hessman att han avslutade karriären.

### Internationellt
Hessman tog brons för USA vid olympiska sommarspelen 2008 i Peking. Han spelade fem matcher och hade två hits på 22 at bats.

## Tränarkarriär
Inför 2016 års säsong utsågs Hessman till assisterande tränare, hitting coach, för Connecticut Tigers, en farmarklubb till Detroit Tigers.